# Menhir La Grande Pierre Levée de la Bretelliére

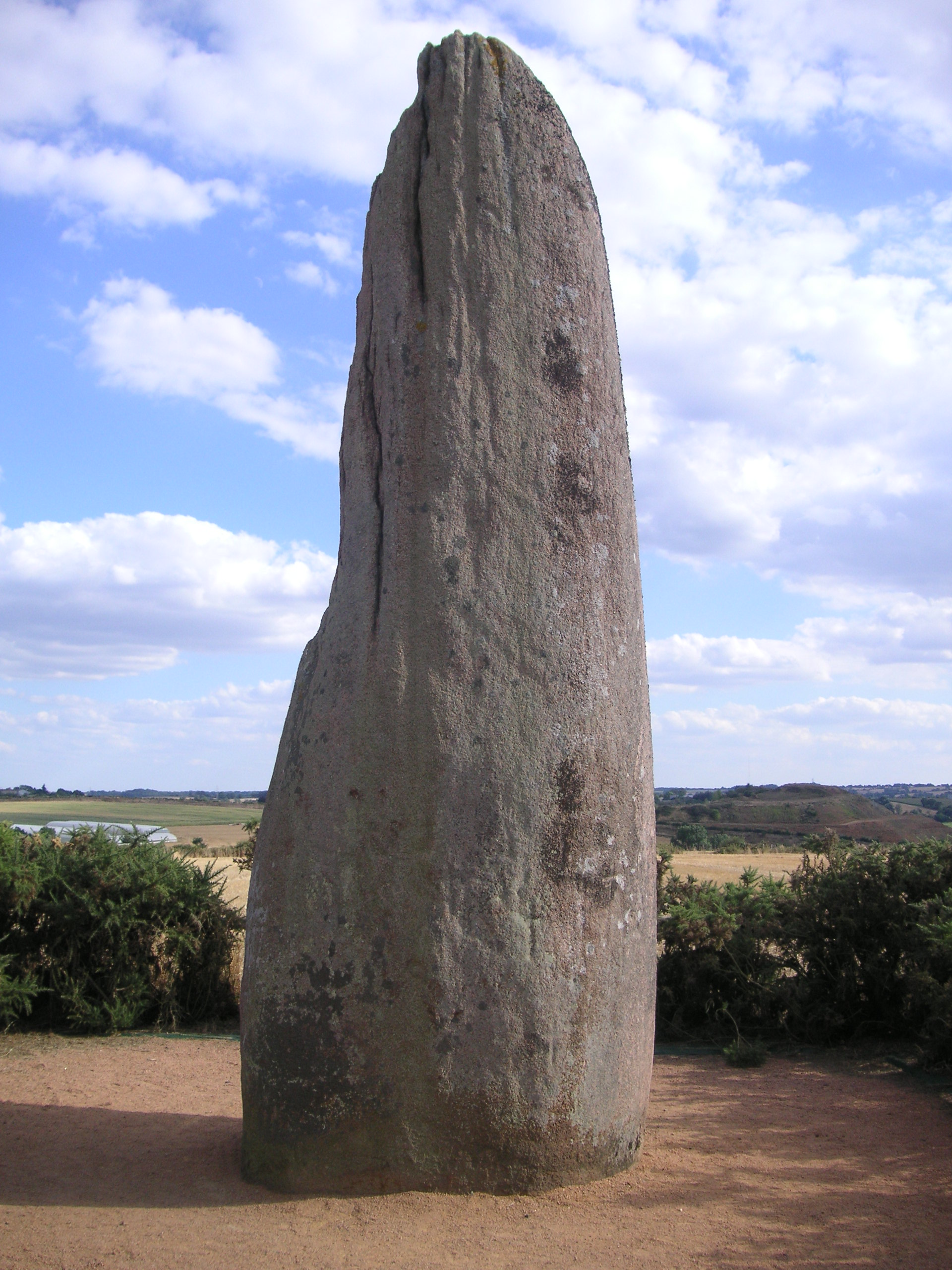
Die Seite mit der (schwach erkennbaren) Schlange

Der etwas schief stehende Menhir La Grande Pierre Levée de la Bretelliére (auch La Bretelliére oder La Grande Pierre Levée genannt) ist mit 6,2 m der höchste Menhir in der Provinz Anjou. Er ist aus Granit und steht im „Parc de la Croix verte“ in Saint-Macaire-en-Mauges nordwestlich von Cholet im Département Maine-et-Loire in Frankreich.
Der etwa 50 Tonnen wiegende seit 1941 als historisches Monument eingestufte Stein gehörte zu einem Ensemble von vier bis fünf etwas entfernter aufgestellten Menhiren (Menhir a Cupules, Pierre Levée de la Bretaudiere, Pierre Charruée du Grand Bois Girard, Pierre Levée du Courreau) und ist bekannt für seine Ritzung im Zickzack-Muster auf der gesamten Nordseite. Die etwa 6500 Jahre alte Gravur ist die größte Schlangengravur der megalithischen Welt. Weitere Ritzungen bestehen aus Kreuzen und Schilden.

## Folklore
Nach einer lokalen Legende versprach eine Fee einem jungen Mann die Ehe unter der Bedingung, dass er vor Mitternacht den Stein auf die andere Seite des Tals trägt. Er scheiterte und der Stein steht da, wo sie ihn verlassen hat. 
Der Menhir ist seit 1941 als Monument historique klassifiziert.
Referenzen

Grande Pierre levée de la Bretellière
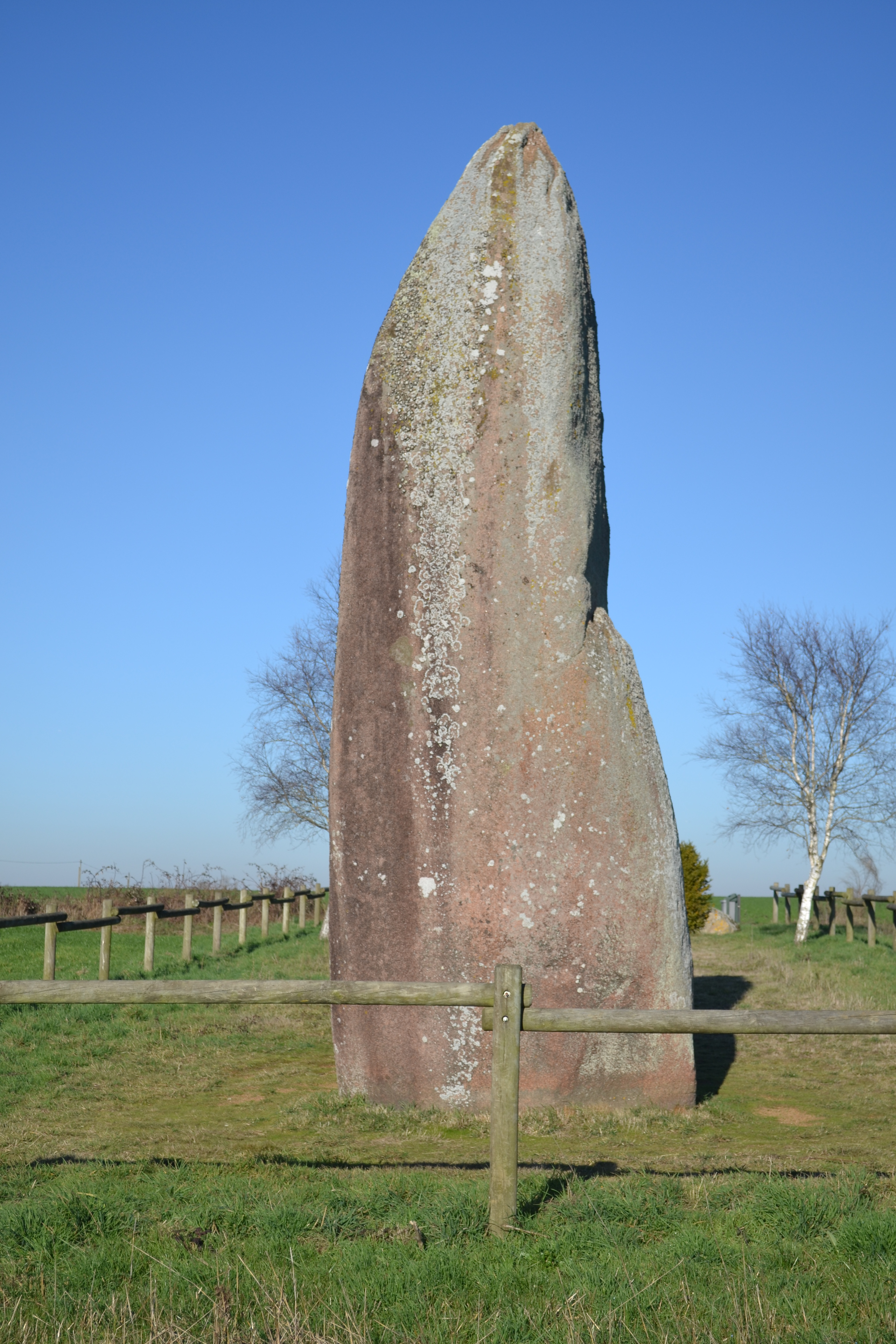
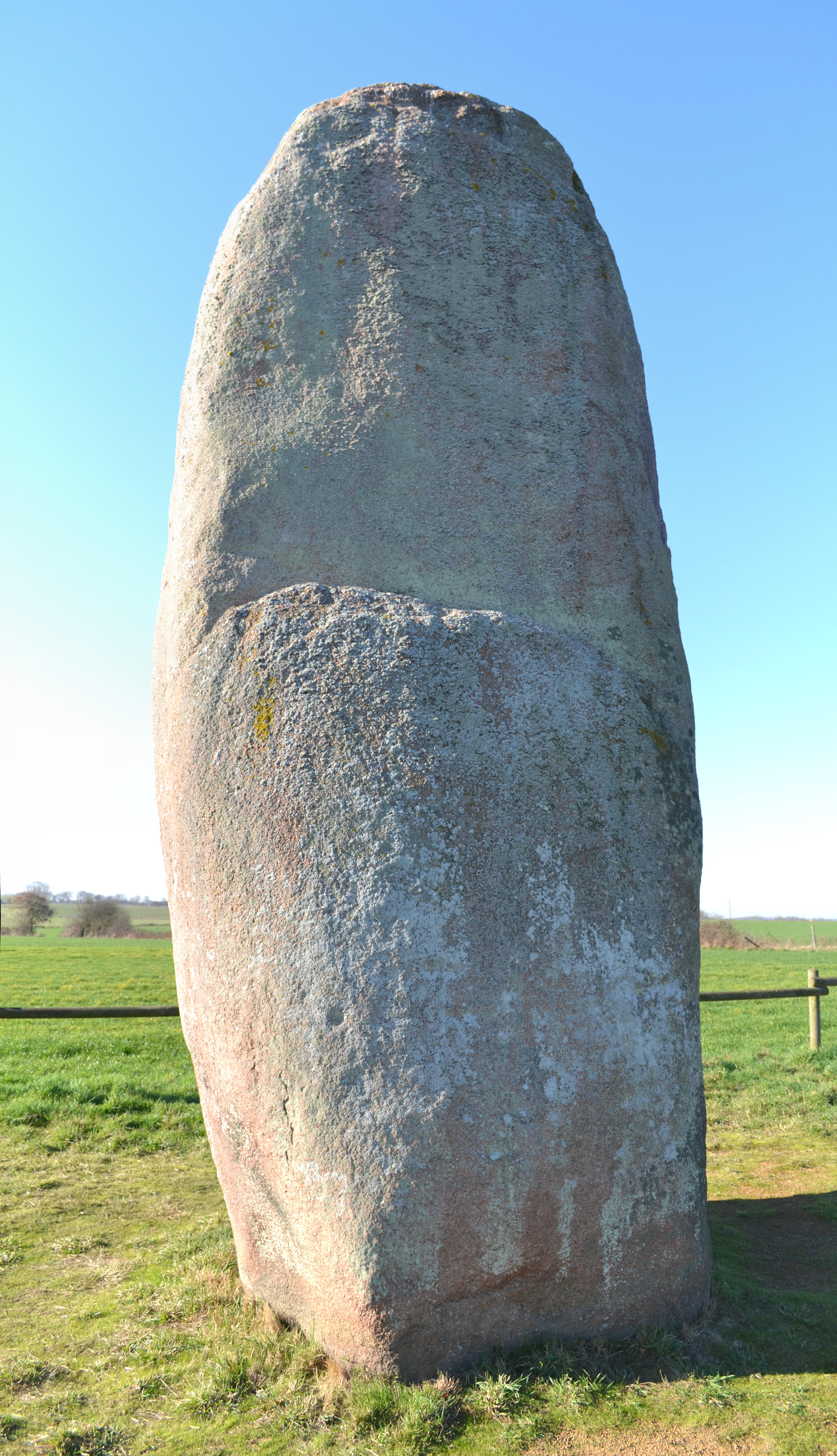
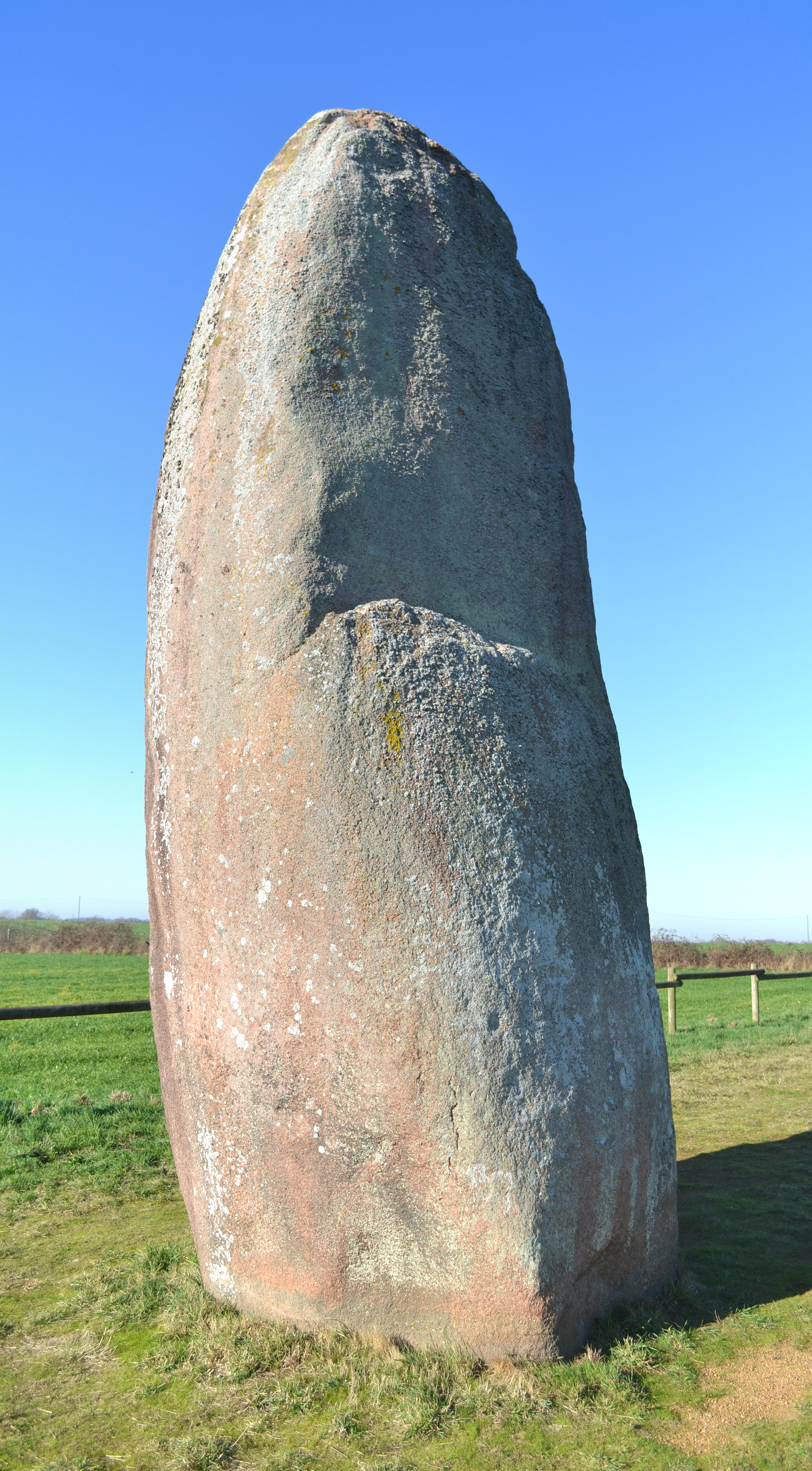